# Monkaen Kaenkoon
Monkaen Kaenkoon, (thai: เฉลิมพล มาลาคำ) (født 20. juli 1973) er en Thailandsk sanger.

## Biografi
Monkaen født den 20. juli 1973 i Loeng Nok Tha, Yasothon.

## Diskografi

### Album
- 2005 - Yang Koay Thee Soai Derm[5]
- 2006 - Yam Tor Khor Toe Haa
- 2008 - Sang Fan Duai Kan Bor
- 2009 - Roang Bgan Pit Kid Hot Nong
- 2010 - Fan Eek Krang Tong Pueng Ther
- 2012 - Trong Nan Kue Na Thee Trong Nee Kue Hua Jai
- 2016 - Hai Khao Rak Ther Muean Ther Rak Khaw
- 2018 - Ai Hak Khaw Toan Jao Bor Hak
- 2019 - San Ya Nam Ta Mae